# Aspidogaster picicola
Aspidogaster picicola är en plattmaskart som beskrevs av Rawat 1948. Aspidogaster picicola ingår i släktet Aspidogaster och familjen Aspidogastridae. Inga underarter finns listade i Catalogue of Life.